# ボンボン (ハイチ)
ボンボン（ハイチ語: Bonbon）はハイチ南西部のコミーン。グランダンス県のジェレミー郡にあり、ジェレミー市街の17km西、アブリコ市街の東7kmである。南はモウォンと接する。2015年の推計人口は 8,610 人。

## 脚註
1. 1 2  “Haiti: administrative units, extended”.   geoHive. 2016年10月5日時点のオリジナルよりアーカイブ。2023年11月14日閲覧。